# Open di Francia 2004
L'Open di Francia 2004, la 103ª edizione degli Open di Francia di tennis, si è svolto sui campi in terra rossa dello Stade Roland Garros di Parigi, Francia, dal 24 maggio al 6 giugno 2004.
Il singolare maschile è stato vinto dall'argentino Gastón Gaudio, che si è imposto sul connazionale Guillermo Coria in cinque set con il punteggio di 0–6, 3–6, 6–4, 6–1, 8–6. Il singolare femminile è stato vinto dalla russa Anastasija Myskina, che ha battuto in due set la connazionale Elena Dement'eva.
Nel doppio maschile si sono imposti Xavier Malisse e Olivier Rochus. Nel doppio femminile hanno trionfato Virginia Ruano Pascual e Paola Suárez.
Nel doppio misto la vittoria è andata alla francese Tatiana Golovin in coppia con Richard Gasquet.

## Senior

### Singolare maschile
Gastón Gaudio ha battuto in finale  Guillermo Coria con il punteggio di 0–6, 3–6, 6–4, 6–1, 8–6.

### Singolare femminile
Anastasija Myskina ha battuto in finale  Elena Dement'eva con il punteggio di 6–1, 6–2.

### Doppio maschile
Xavier Malisse /  Olivier Rochus hanno battuto in finale  Michaël Llodra /  Fabrice Santoro con il punteggio di 7–5, 7–5.

### Doppio femminile
Virginia Ruano Pascual /  Paola Suárez hanno battuto in finale  Svetlana Kuznecova /  Elena Lichovceva con il punteggio di 6–0, 6–3.

### Doppio misto
Tatiana Golovin /  Richard Gasquet hanno battuto in finale  Cara Black /  Wayne Black con il punteggio di 6–3, 6–4.

## Junior

### Singolare ragazzi
Gaël Monfils ha battuto in finale  Alex Kuznetsov con il punteggio di 6–2, 6–2.

### Singolare ragazze
Sesil Karatančeva ha battuto in finale  Mădălina Gojnea con il punteggio di 6–4, 6–0.

### Doppio ragazzi
Pablo Andújar /  Marcel Granollers hanno battuto in finale  Alex Kuznetsov /  Miša Zverev con il punteggio di 6–3, 6–2.

### Doppio ragazze
Kateřina Böhmová /  Michaëlla Krajicek hanno battuto in finale  Irina Kotkina /  Jaroslava Švedova con il punteggio di 6–3, 6–2.